# Литвин, Степан Михайлович
Степан Михайлович Литвин (6 июня 1931, Головчинцы, Винницкий округ — 2 июля 2019, Киев) — советский и украинский поэт, переводчик, журналист. Писал на украинском языке. Член Национального союза писателей Украины (1959) и Национального союза журналистов Украины (1972).

## Биография
Родился 10 июня 1931 года в селе Головчинцы (позднее — Кармалюково) Винницкой области в семье колхозника. Брат — Иван, сестра — Елена. Детские годы провёл в родном селе, где окончил семилетнюю трудовую школу. Пережил голод 1932-1933 и 1946—1947 годов. Учился в Чернятинском плодово-ягодном техникуме и Бердянском техникуме виноградарства и виноделия. Среднее образование получил в Бердянской вечерней школе молодёжи. Окончил украинское отделение филологического факультета Киевского государственного университета имени Т. Г. Шевченко, где учился с 1949 по 1954 год. Посещал заседание молодёжной университетской литературной студии.
По окончании вуза преподавал украинский язык и литературу в средней школе № 79 города Донецка. В 1956 году Литвин переехал в Крым, который незадолго до этого был передан из состава РСФСР в состав УССР. Вследствие этого на полуострове встал вопрос о создании средств массовой информации на украинском языке. Так появляются украиноязычные версии газет «Советский Крым» и «Крымская правда» в Симферополе, где до 1962 года работал Литвин.
С июля по ноябрь 1962 года работал в журнале «Смена» (приложение Ранок). В декабре 1962 года поступил на работу в редакцию «Романы и повести» издательства «Днепр», где работал в течение 12 лет и прошёл путь от редактора до заведующего редакции.
С декабря 1983 года — заведующий редакции поэзия в издевательстве «Советский писатель», а с января 1984 года — заведующий отдела украинской литературы газеты «Літературна Україна» (Литературная Украина).
Писал на тему прошлого украинского народа, преемственности поколений, красоты украинской природы и человеческих взаимоотношений. Перевёл более 500 произведений. Переводил стихотворения с болгарского, белорусского, немецкого и крымскотатарского языков. Перевёл на украинский Михаила Луконина и Михаила Дудина (с русского), Максима Танка, Аркадия Кулешова, Максима Богдановича (с белорусского), Ираклия Абашидзе (с грузинского), Ивана Вазова (с болгарского). Автор более 20 песенных текстов. С 1959 года — член Союза писателей Украины, а с 1972 года — член Союза журналистов Украина.
Скончался 2 июля 2019 года в Киеве. Отпевание прошло в церкви на Байковом кладбище. Похоронен на Совском кладбище.

## Память
В 2021 году в родном селе Кармалюково на здании дома культуры была открыта мемориальная доска авторства Эдуарда Костюка с текстом: «В Головчинцах (сейчас село Кармалюково) родился и провёл детские годы Литвин Степан Михайлович (1931—2019) — известный украинский поэт, переводчик и журналист, лауреат Всеукранских литературных премий им. Владимира Сосюры и Владимира Забаштанского».

## Награды и звания
- Почётная грамота Президиума Верховного Совета УССР (1981)[3]
- Благодарность Киевского городского головы[2]
- Всеукраинская литературная премии имени Владимира Сосюры (1997)[1]
- Литературно-художественная премия имени Владимира Забаштанского (2017)[1]

## Личная жизнь
Супруга — Ольга. Дочь — Светлана.

## Книги
- «Серце не мовчить» (1958, Симферополь, Кримвидав)
- «Під небом Криму» (1960, Симферополь, Кримвидав)
- «Бентежність» (1966, Київ, в-во «Рад. письм.»)
- «Рушник і шабля» (1972, Київ, в-во «Молодь»)
- «Спадкоємність» (1974, Київ, в-во «Дніпро»)
- «Нездоланність любові» (1976, Київ, в-во «Рад. письм.»)
- «Твій голос» (1980, Київ, в-во «Рад. письм.»)
- «Бентежність» (1981, Київ, в-во «Дніпро»)
- «Кольори тривоги і надії» (1984, Київ, в-во «Рад. письм.»)
- «Неодолимость любви» (1985, Москва, «Сов. писатель»)
- «На зоряних вітрах» (1989, Київ, в-во «Рад. письм.»)
- «Поезії» (вибране) (1991, Київ, в-во «Дніпро»)
- «Вічність любові» (1998, Київ),
- «Калина в снігу» (2002, Київ).